# Колен, Беатрис
Беатри́с Ко́лен (англ. Beatrice Colen; 10 января 1948, Нью-Йорк, Нью-Йорк — 18 ноября 1999, Лос-Анджелес, Калифорния) — американская актриса кино и телевидения. Наиболее запомнилась зрителю исполнением ролей в сериалах «Счастливые дни» (21 эпизод за год) и «Чудо-женщина» (13 эпизодов за год).

## Биография
Беатрис Колен Шнайдер родилась 10 января 1948 года в Нью-Йорке. Родители — Ирвинг и Анне Шнайдер, оба немецкие евреи. Дед Беатрис — известный драматург, театральный режиссёр, продюсер, юморист и критик Джордж С. Кауфман (1889—1961).
Сниматься Колен начала в 1974 году, одновременно для кино и телевидения. За 23 года карьеры (1974—1997) она появилась в 35 фильмах и сериалах.
23 октября 1977 года Колен вышла замуж за малоизвестного актёра Патрика Кронина (род. 1941), с которым прожила 22 года до самой своей смерти. От этого брака остались двое сыновей, Джеймс и Чарли (род. 1983, стал актёром).
Беатрис Колен скончалась 18 ноября 1999 года от рака лёгкого в медицинском центре «Седарс-Синай» (Лос-Анджелес, Калифорния).

## Избранная фильмография
Широкий экран
- 1976 — Спасатель[англ.] / Lifeguard — Джуди
- 1977 — Американская малина[англ.] / American Raspberry — мать
- 1977 — Страх высоты / High Anxiety — служанка
- 1981 — Поп Америка / American Pop (м/ф для взрослых) — проститутка
- 1987 — Кто эта девчонка? / Who’s That Girl — секретарша

Телевидение
- 1974 — Великие представления[англ.] / Great Performances — Голди (в 1 эпизоде)
- 1974 — Колчак: Ночной охотник[англ.] / Kolchak: The Night Stalker — Джейн Пламм (в 1 эпизоде)
- 1974 — Странная парочка[англ.] / The Odd Couple — невеста / Айви, секретарша (в 2 эпизодах)
- 1974—1975, 1978 — Счастливые дни / Happy Days — Марша Симмс, официантка в авторесторане быстрого питания (в 22 эпизодах)
- 1975 — Досье детектива Рокфорда / The Rockford Files — женщина, держащая пари (в 1 эпизоде)
- 1975 — Эллери Куин[англ.] / Ellery Queen — Мэри Лу Гамм (в 1 эпизоде)
- 1975 — Все в семье / All in the Family — медсестра (в 1 эпизоде)
- 1975, 1981 — Барни Миллер[англ.] / Barney Miller — Лиллиан Хэмилтон / мисс Хёртстоун (в 2 эпизодах)
- 1976—1977 — Чудо-женщина / Wonder Woman — Этта Кэнди[англ.] (в 13 эпизодах)
- 1977 — Лодка любви / The Love Boat — Вера (в 1 эпизоде)
- 1978 — Калифорнийский дорожный патруль[англ.] / CHiPs — Мэри (в 1 эпизоде)
- 1978, 1982 — Алиса[англ.] / Alice — клиент / Венди Гаррис (в 2 эпизодах)
- 1980 — О дивный новый мир[англ.] / Brave New World — женщина-«гамма»
- 1980 — Азбука: Дополнительные занятия после школы[англ.] / ABC Afterschool Special — мисс Шипли (в 1 эпизоде)
- 1981 — Слишком тесно[англ.] / Too Close for Comfort — невеста (в 1 эпизоде)
- 1985 — Ночной суд[англ.] / Night Court — заключённая (в 1 эпизоде)
- 1988 — Мистер Бельведере[англ.] / Mr. Belvedere — учительница (в 1 эпизоде)
- 1989 — Спасатели Малибу / Baywatch — Элли (в 1 эпизоде)
- 1991 — Чудесные годы / The Wonder Years — официантка (в 1 эпизоде)
- 1992 — Тихая пристань / Knots Landing — миссис Сиддонс (в 1 эпизоде)
- 1997 — Тайный мир Алекс Мак / The Secret World of Alex Mack — мисс Такер (в 1 эпизоде)